# Ptiloglossa steinheili
Ptiloglossa steinheili là một loài Hymenoptera trong họ Colletidae. Loài này được Friese mô tả khoa học năm 1899.